# Listă de focșăneni după ocupație
Aceasta este o listă de focșăneni după ocupație:

## Actori
- Petre Liciu

## Biologi
- Dimitrie Voinov, biolog, zoolog, histolog, citolog, fondatorul școlii românești de citologie

## Chimiști
- Alfons Oscar Saligny

## Clerici
- Solomon Schechter, rabin englez-american

## Compozitori
- Mitty Goldin, compozitor evreu originar din România

## Economiști
- Tudorel Postolache

## Educatori
- Alfred Saligny

## Inventatori
- Umberto Sorani

## Istorici
- Ion I. C. Diaconu, istoric și folclorist
- Ion Nestor, istoric și arheolog

## Medici
- Ion T. Niculescu, neuromorfolog

## Pictori
- Gheorghe Tattarescu

## Politicieni
- Marian Oprișan

## Scriitori
- Gabriel Funica [1][2]
- Cilibi Moise, povestitor evreu moldovean, umorist și autor de pilde si aforisme în limba română
- Dumitru C. Ollănescu-Ascanio, scriitor, dramaturg, poet și traducător junimist

## Sportivi
- Valentina Ardean-Elisei, handbalistă
- Simona Gogîrlă, handbalistă
- Janina Luca, handbalistă
- Ada Moldovan, handbalistă
- Alin Moldoveanu, tirist
- Mirela Roman, handbalistă
- Adrian Voinea, tenisman